# Pantopipetta australis
Pantopipetta australis là một loài nhện biển trong họ Austrodecidae. Loài này thuộc chi Pantopipetta. Pantopipetta australis được miêu tả khoa học năm 1914 bởi Hodgson.